# MDaemon
MDaemon – program pocztowy (agent transferu poczty – ang. mail transfer agent MTA) SMTP/POP3/IMAP dla platformy Windows.
Posiada wbudowanych wiele funkcji zabezpieczających przed spamem: SpamAssassin, Sender Policy Framework, Hashcash, DomainKeys Identified Mail, Domain-based Message Authentication, Greylisting oraz Backscatter protection.
Serwer jest niezwykle prosty w instalacji i obsłudze. Nie wymaga serwerowego systemu operacyjnego do instalacji. Umożliwia pracę grupową poprzez webowego klienta poczty oraz przez MS Outlooka przy pomocy pluginu MDaemon Connector lub ActiveSync. Klient poczty przez przeglądarkę WWW posiada wiele wersji językowych interfejsu użytkownika w tym polską.
Serwer umożliwia synchronizację bezprzewodową smartfonów iPhone, Android i Windows Phone przy pomocy Microsoft ActiveSync. Serwer w połączeniu z aplikacją MDaemon Antivirus wykorzystuje technologię ZeroHour Virus Outbreak Protection do blokowania w czasie rzeczywistym e-maili mogących stanowić zagrożenie dla użytkownika (wirusy, spam, phishing).